# Salvia cadevallii
Salvia cadevallii là một loài thực vật có hoa trong họ Hoa môi. Loài này được Sennen miêu tả khoa học đầu tiên năm 1912.